# ضاري السعدون
ضاري السعدون سياسي عراقي، ولد في مدينة الناصرية 1868م، وزير دولة. وهو أحد الرموز الوطنية العراقية، وعضو المجلس التاسيسي في العهد الملكي في العراق وزير دولة في وزارة نقيب اشراف بغداد عبد الرحمن الكيلاني النقيب.
ينتمي إلى أسرة آل سعدون، وهي أسرة يرجع نسبها للأشراف من سلالة امراء المدينة المنورة (اعرجية حسينية النسب) وهم حكام امارة المنتفق تاريخيا والتي كانت تضم معظم مناطق وقبائل وعشائر جنوب ووسط العراق، وفي نفس الوقت فان أسرته شيوخ قبائل اتحاد المنتفق (أكبر اتحاد للقبائل والعشائر مختلفة الأصول شهده العراق)، يذكر المؤرخ خير الدين الزِّرِكْلي المولود عام 1893م، عبد المحسن السعدون في كتابه الأعلام، وهو قاموس تراجم لأشهر الرجال والنساء من العرب والمستعربين والمستشرقين ويقع في ثمانية مجلدات، ج 4، ص: 151 "ضاري السعدون: وزير عراقي. من أسرة يتصل نسبها بالأشراف. استوطن أحد أجدادها البصرة، ثم ذهب إلى المنتفق، فتأمر أحفاده على عشائرها. ولد عبد المحسن في الناصرية (مركز لواء المنتفق) وكان أبوه حاكما على اللواء وأميرا لعشائره. وتعلم في مدرسة العشائر بالآستانة ثم في المدرسة الحربية، وتخرج ضابطا في الجيش العثماني. وجعله السلطان عبد الحميد، مع أخ له اسمه عبد الكريم، مرافقين له. وظل عبد المحسن في الآستانة بعد خلع السلطان عبد الحميد، فانتخب نائبا عن (المنتفق) في مجلس النواب العثماني. وعاد إلى العراق في خلال الحرب العالمية الأولى".
وبعد أن اجتمع كوكس مع مجموعة من مستشاريه من الشخصيات البريطانية في العراق تقرر تشكيل الحكومة العراقية وإسناد رئاسة الحكومة إلى السيد عبد الرحمن النقيب الذي وافق بدوره على تسلم المنصب وقيامه بتشكيل أول وزارة عراقية في عهد الاحتلال البريطاني في 25/10 /1920 وكان معظم الأشخاص الذين انتخبهم عبد الرحمن ليكونوا أعضاء في حكومته من ذوي البيوتات والشخصيات العراقية المعروفة وممن لا يتسرب الشك إلى سلوكهم السياسي وهم:- عبد الرحمن النقيب (رئيس مجلس الوزراء)، وطالب النقيب وزير الداخلية، وحسن الباجه جي وزيرا للعدل، وجعفر العسكري وزيرا للدفاع، وعزت باشا الكركوكلي وزيرا للصحة، وساسون حسقيل وزيرا للمالية، ومصطفى الآلوسي لوزارة العدلية، بعد أن اعتذر البابه جي، وتولى محمد علي فاضل وزارة الأوقاف، وعبد اللطيف المنديل وزيرا للتجارة ثم أوعز (كوكس) إلى النقيب بتعيين السيد محمد مهدي وزيرا للمعارف.
وإلى جانب هؤلاء الوزراء تم تعيين عدد من الشخصيات العراقية المعروفة بمنصب وزراء بلا وزارة لغرض ضمهم إلى صفوفهم لتنفيذ سياستهم المرسومة وهم:- حمدي بابان (بغداد)، عبد الجبار الخياط (بغداد)، عبد الغني كبة (بغداد)، عبد المجيد الشاوي (بغداد)، فخر الدين ال جميل (بغداد)، محمد الصيهود (الكوت)، عجيل السمرمد (الصويرة)، احمد الصائغ (البصرة)، سالم الخيون، وهادي القزويني (الحلة)، داود البو سفاني (الموصل)... ولكن رفض التعيين كل من السيد القزويني وحمدي بابان، فدخل مكانهما كل من الشيخ ضاري السعدون (الناصرية)، والشيخ نجم البدراني (العمارة).

## وفاته
توفي في 15 آب سنة 1939.